# Cluysberggroeve

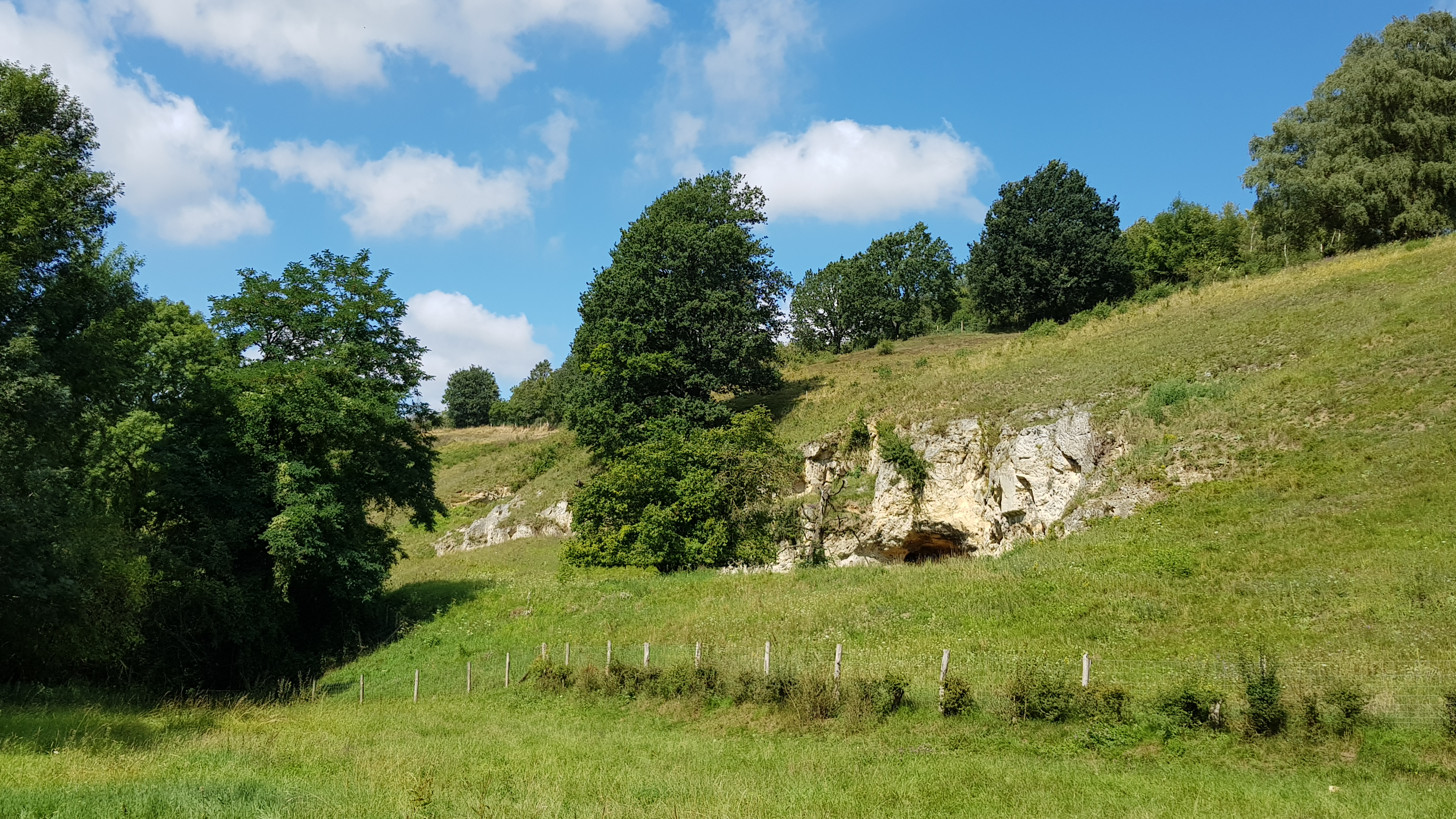
Cluysberggroeve

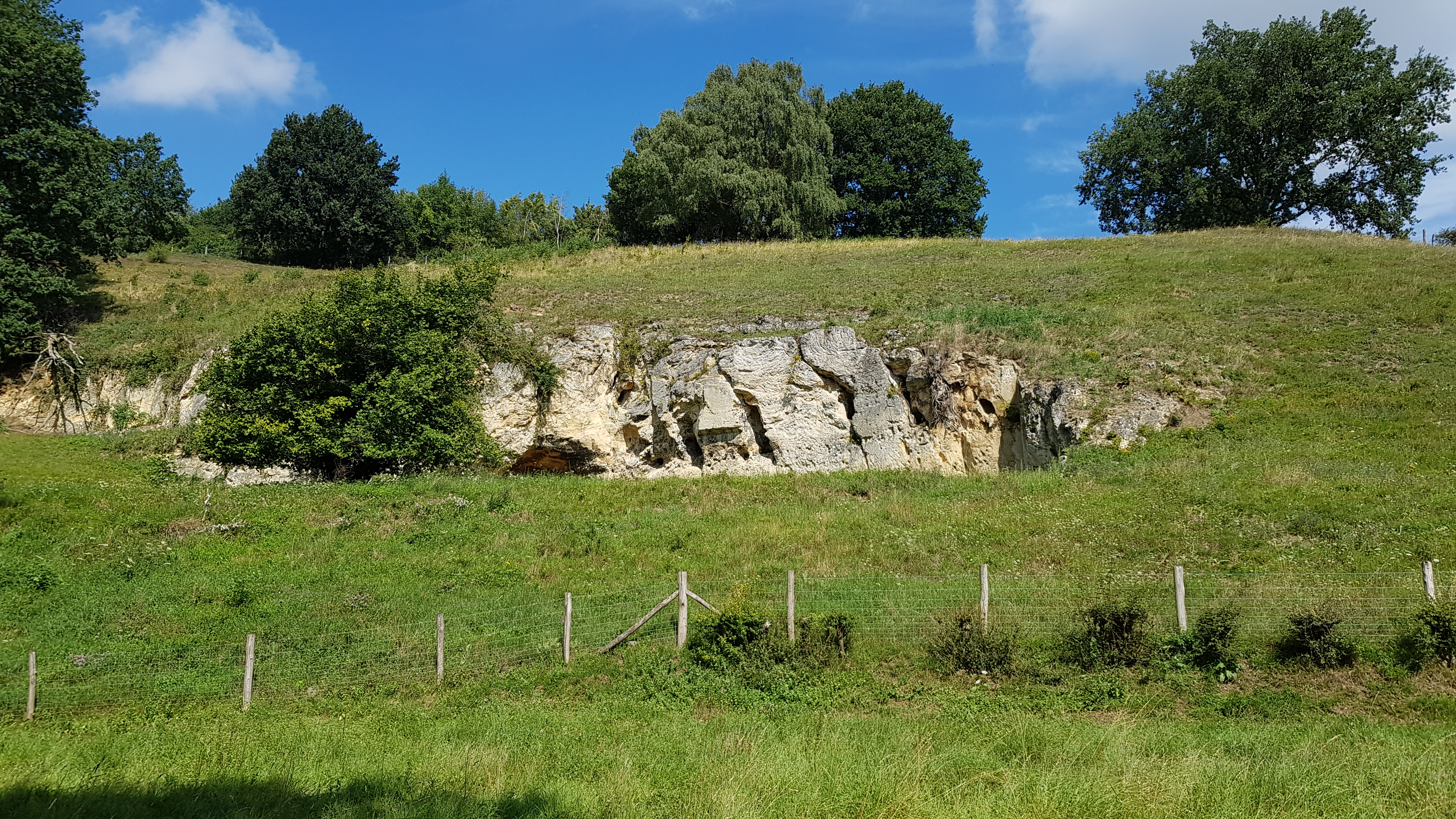

De Cluysberggroeve of Cluijsberggroeve is een Limburgse mergelgroeve in de Nederlandse gemeente Eijsden-Margraten. De ondergrondse groeve ligt ten noordoosten van Bemelen in het droogdal Koelbosgrub nabij de Koelebosweg. Aan de overzijde van dit droogdal ligt de Krekelberg. De groeve ligt aan de westelijke rand van het Plateau van Margraten in de overgang naar het Maasdal. In de omgeving duikt het plateau een aantal meter steil naar beneden.
Op ongeveer 150 meter naar het zuidwesten ligt de Winkelberggroeve, ongeveer 300 meter naar het zuiden liggen de Groeve Onder de weg, Bemelerbosgroeve I en Bemelerbosgroeve III, ongeveer 200 meter naar het zuidoosten ligt de Gasthuisdelgroeve en ongeveer 300 meter naar het oosten liggen de Nevenkoelebosgroeve en Koelebosgroeve. Op ongeveer 400 meter naar het westen ligt de kop van de Bemelerberg.

## Geschiedenis
Voor 1600 werd de groeve in gebruik genomen door blokbrekers.
In de 18e eeuw werd de grotwoning in de groeve gebruikt als kluizenarij.
In 1804 stierf de laatste kluizenaar.
In 1829 stortte een deel van het plafond van de groeve in.

## Groeve
De Cluysberggroeve is een middelgrote groeve van ongeveer 100 bij 60 meter.
Westelijk van de grote ingang bevindt zich Kleine Cluysberg III, oostelijk van de grote ingang is ook kalksteen gewonnen.
De kluizenarij in de groeve is een rijksmonument. Van de voormalige kluis zijn er restanten bewaard gebleven, waaronder een terras, een venster en een deuropening.